# Atletica leggera alla IV Universiade
Le gare di atletica leggera alla IV Universiade si sono svolte a Budapest, in Ungheria, dal 25 al 29 agosto 1965.

## Risultati

### Uomini
| Specialità             | Oro                                                                               | Prestazione | Argento                                                                        | Prestazione | Bronzo                                                                   | Prestazione |
| 100 metri              | Hideo Iijima                                                                      | 10"1        | George Anderson                                                                | 10"1        | Harry Jerome                                                             | 10"2        |
| 200 metri              | Ėdvin Ozolin                                                                      | 21"0w       | George Anderson                                                                | 21"0w       | Menzies Campbell                                                         | 21"2w       |
| 400 metri              | Sergio Bello                                                                      | 46"8        | Fred van Herpen                                                                | 46"9        | Lynn Saunders                                                            | 47"2        |
| 800 metri              | Bill Crothers                                                                     | 1'47"7      | George Germann                                                                 | 1'47"8      | Rudolf Klaban                                                            | 1'48"2      |
| 1 500 metri            | Bodo Tümmler                                                                      | 3'46"2      | Andy Green                                                                     | 3'46"7      | Zbigniew Wójcic                                                          | 3'47"3      |
| 5 000 metri            | Keisuke Sawaki                                                                    | 13'45"2     | Lutz Philipp                                                                   | 13'46"6     | Fergus Murray                                                            | 13'52"6     |
| 110 metri ostacoli     | Eddy Ottoz                                                                        | 13"6        | Giovanni Cornacchia                                                            | 13"9        | Willie Davenport                                                         | 14"0        |
| 400 metri ostacoli     | Roberto Frinolli                                                                  | 50"5        | Robert Poirier (atleta)                                                        | 50"7        | Ron Whitney                                                              | 51"1        |
| 4×100 metri            | Germania Ovest Gert Metz Fritz Obersiebrasse Hans-Jürgen Felsen Rudolf Sundermann | 39"9        | Unione Sovietica Nikolay Politiko Ėdvin Ozolin Boris Zubov Igor' Ter-Ovanesjan | 40"1        | Francia Alain Roy Jean-Paul Lambrot Marc Bienvenu Pierre Burrellier      | 40"3        |
| 4×400 metri            | Italia Sergio Bello Gian Paolo Iraldo Bruno Bianchi Roberto Frinolli              | 3'08"5      | Ungheria Csaba Csutorás István Gyulai Gyula Rábai László Mihályfi              | 3'08"7      | Germania Ovest Werner Tiemann Manfred Hanike Dirk von Maltitz Fritz Roth | 3'08"8      |
| Salto in alto          | Valeriy Skvortsov                                                                 | 2,14        | Edward Czernik                                                                 | 2,07        | János Medovarszki                                                        | 2,07        |
| Salto con l'asta       | John Pennel                                                                       | 5,00        | Hennadiy Bleznitsov                                                            | 4,90        | Igor Feld                                                                | 4,80        |
| Salto in lungo         | Igor' Ter-Ovanesjan                                                               | 8,19        | Lynn Davies                                                                    | 7,89        | Oleg Aleksandrov                                                         | 7,53        |
| Salto triplo           | Henrik Kalocsai                                                                   | 16,36       | Drágán Ivanov                                                                  | 16,35       | Michael Sauer                                                            | 16,35       |
| Getto del peso         | Randy Matson                                                                      | 20,31       | Nikolaj Karasëv                                                                | 18,68       | Èduard Guščin                                                            | 18,45       |
| Lancio del disco       | Lars Haglund                                                                      | 57,86       | Jirí Žemba                                                                     | 56,22       | George Puce                                                              | 56,20       |
| Lancio del martello    | Gyula Zsivótzky                                                                   | 67,74       | Gennadiy Kondrashov                                                            | 65,76       | Yuriy Bakarinov                                                          | 63,74       |
| Lancio del giavellotto | Rolf Herings                                                                      | 79,26       | Vanni Rodeghiero                                                               | 77,60       | Lennart Hedmark                                                          | 76,94       |
| Decathlon              | Bill Toomey                                                                       | 7566        | József Bakai                                                                   | 7443        | Manfred Pflugbeil                                                        | 7413        |

### Donne
| Specialità             | Oro                                                                                | Prestazione | Argento                                                                            | Prestazione | Bronzo                                                     | Prestazione |
| 100 metri              | Irena Kirszenstein                                                                 | 11"3        | Miguelina Cobián                                                                   | 11"5        | Liz Gill                                                   | 11"6        |
| 200 metri              | Irena Kirszenstein                                                                 | 23"5        | Miguelina Cobián                                                                   | 23"9        | Liz Gill                                                   | 24"0        |
| 800 metri              | Laine Erik                                                                         | 2'06"2      | Antje Gleichfeldt                                                                  | 2'06"6      | Abby Hoffman                                               | 2'07"8      |
| 80 metri ostacoli      | Danuta Straszynska                                                                 | 10"6        | Snezhana Kerkova                                                                   | 10"8        | Tatyana Ilyina                                             | 10"9        |
| 4×100 metri            | Unione Sovietica Lyudmila Samotyosova Renate Lace Vera Popkova Tat'jana Ščelkanova | 45"5        | Polonia Irena Kirszenstein Miroslawa Salacinska Danuta Straszynska Irena Woldanska | 46"1        | Ungheria Irén Buskó Annamária Kovács Ildikó Jónás Ida Such | 46"4        |
| Salto in alto          | Yordanka Blagoeva                                                                  | 1,65        | Klara Pushkaryeva                                                                  | 1,65        | Nevenka Mrinjek                                            | 1,63        |
| Salto in lungo         | Tat'jana Ščelkanova                                                                | 6,42        | Viorica Viscopoleanu                                                               | 6,18        | Dorothee Sander                                            | 5,98        |
| Getto del peso         | Tamara Press                                                                       | 18,31       | Nadežda Čižova                                                                     | 17,27       | Judit Bognár                                               | 15,37       |
| Lancio del disco       | Jolán Kleiber-Kontsek                                                              | 55,66       | Judit Stugner                                                                      | 55,14       | Tamara Press                                               | 53,62       |
| Lancio del giavellotto | Mihaela Peneș                                                                      | 59,22       | Michèle Demys                                                                      | 52,71       | Valentina Popova                                           | 52,65       |
| Pentathlon             | Tat'jana Ščelkanova                                                                | 4802        | Annamária Kovács                                                                   | 4606        | Yelena Kolnich                                             | 4479        |

## Medagliere
| #      | Nazione          | Oro | Argento | Bronzo | Totale |
| ------ | ---------------- | --- | ------- | ------ | ------ |
| 1      | Unione Sovietica | 8   | 6       | 8      | 22     |
| 2      | Italia           | 4   | 2       | 0      | 6      |
| 3      | Ungheria         | 3   | 5       | 3      | 11     |
| 4      | Stati Uniti      | 3   | 3       | 3      | 9      |
| 5      | Germania Ovest   | 3   | 2       | 4      | 9      |
| 6      | Polonia          | 3   | 2       | 1      | 6      |
| 7      | Giappone         | 2   | 0       | 1      | 3      |
| 8      | Bulgaria         | 1   | 1       | 0      | 2      |
| 8      | Romania          | 1   | 1       | 0      | 2      |
| 10     | Canada           | 1   | 0       | 3      | 4      |
| 11     | Svezia           | 1   | 0       | 1      | 2      |
| 12     | Regno Unito      | 0   | 2       | 4      | 6      |
| 13     | Francia          | 0   | 2       | 1      | 3      |
| 14     | Cuba             | 0   | 2       | 0      | 2      |
| 15     | Cecoslovacchia   | 0   | 1       | 0      | 1      |
| 15     | Paesi Bassi      | 0   | 1       | 0      | 1      |
| 17     | Austria          | 0   | 0       | 1      | 1      |
| 17     | Jugoslavia       | 0   | 0       | 1      | 1      |
| Totale | Totale           | 30  | 30      | 31     |        |